# ネクタリル
ネクタリルは、香料などに用いられる有機化合物の一種である。ネクタリルはジボダン社の商標であり、IUPAC命名法では2-[2-(4-メチルシクロヘキサ-3-エン-1-イル)プロピル]シクロペンタン-1-オンとなる。

## 性質
アプリコットのような果実香が特徴である。4つある立体異性体のうち主に香気に寄与するのは(2R,2′S,1′′R)-ネクタリルと(2R,2′R,1′′R)-ネクタリルで、嗅覚閾値はそれぞれ0.094 ng·l−1、0.112 ng·l−1である。他の異性体は非特徴的な果実香があり、嗅覚閾値は11.2 ng·l−1、14.9 ng·l−1とやや高めである。ブロッターでの粘着力、すなわち化合物が特性を変えずに匂いを感じられる期間:51は3週間であると報告されている:52。
引火点は162.5℃、発火点は294℃、比旋光度は[α]D20=+228–235° (1 M; クロロホルム)と報告されている。

## 香料
天然には見つかっていないアーティフィシャルフレーバーで、スイスの香料メーカーであるジボダンにより製造されている。ピーチ・アプリコット・ラクトニック様の香気を持ち、ファインフレグランスに自然なフルーティの香りを付与する目的で使用される。安定性と保留性に優れ、ディタージェントパウダーなどにラクトン的なパートとして有用である。

## 合成
酢酸マンガン(II)と酢酸コバルト(II)を触媒とし、酸素の雰囲気下において酢酸中でシクロペンタノンと(+)-リモネンをラジカル付加反応させることによって合成される。